# Кокле (провінція)
Кокле (ісп. Coclé) — провінція в центральній частині Панами на південному узбережжі цієї країни. Адміністративний центр — місто Пенономе. Провінція утворена на підставі Закону від 12 вересня 1855 року під назвою Департамент Кокле в роки правління президента Хусто де Аросемена. Департамент отримав статус провінції на підставі Декрету № 190 від 20 жовтня 1985 року.

## Доколумбова культура в Кокле
В доколумбову добу на території сучасної Панами, в тому числі і в провінції Кокле, існував ряд культур з характерними ознаками. Археологи ідентифікували дані культури за стилями місцевої кераміки. Найбільш ранній і погано вивчений період Ла-Мула (La Mula) тривав з 150 р. до н. е. по 300 р. н. е. За ним слідували періоди Тоносі (Tonosi), 300–550 рр. н. е., і кубіти (Cubita), 550–700 рр. н. е. В цілому, група місцевих культур, об'єднана спільними ознаками, існувала в Кокле з 1200 р. до н. е. по XVI століття, до завоювання іспанцями.

## Адміністративний поділ
Провінція складається з 6 округів:
- Агуадульсе
- Антон
- Ла-Пінтада
- Ната
- Ола
- Пенономе

## Економіка
Кокле — в основному сільськогосподарський регіон, основними культурами є томат і цукрова тростина.

## Туризм
У провінції знаходяться декілька популярних серед туристів пляжів: Санта-Клара, Фаральон і Ріо-Хато.